# František Mysliveček
František Mysliveček (ur. 19 czerwca 1965) – czeski piłkarz występujący na pozycji pomocnika.

## Życiorys
Od 1984 roku grał w DP Xaverov. W latach 1985–1987 grał na wypożyczeniu w VTJ Tábor. W 1. československiej fotbalovej lidze zadebiutował 13 marca 1988 roku w przegranym 0:4 meczu z Duklą Bańska Bystrzyca. W Slavii Mysliveček rozegrał 51 ligowych meczów, zdobywając pięć bramek. W 1990 roku został zawodnikiem Bohemiansu Praga, w barwach którego wystąpił w 49 meczach w lidze. W 1992 roku przeszedł do JEF United. Występował wówczas w Pucharze J.League, a rok później zadebiutował w J.League, co miało miejsce 16 maja w przegranym 1:2 meczu z Sanfrecce Hiroszima. Ogółem w barwach JEF United Mysliveček rozegrał 28 meczów ligowych. W 1995 roku grał w Ventforecie Kōfu, a rok później w Brummellu Sendai. W 1996 roku przeszedł do FK Teplice, dla którego wystąpił w 9 meczach w lidze. Następnie był piłkarzem Bohemiansu Praga, FK Kralupy, FC Velim i Mogulu Kolín, w którym w 1999 roku zakończył karierę zawodniczą.
W latach 2000–2005 pracował w Slovanie Liberec jako dyrektor sportowy. W 2009 roku został doradcą w Viktorii Pilzno, a rok później objął funkcję dyrektora sportowego, którą pełnił do 2019 roku. W 2015 roku został ponadto szefem skautingu Viktorii. W latach 2019–2023 był kierownikiem sportowym FK Mladá Boleslav. W lipcu 2023 roku został zatrudniony w Slovanie Liberec jako skaut.
Jego synem jest František, piłkarz.

## Statystyki ligowe
| Sezon         | Klub                   | Liga     | Mecze | Gole |
| ------------- | ---------------------- | -------- | ----- | ---- |
| 1987/1988 (w) | SK Slavia Praga IPS    | 1. ČFL   | 3     | 0    |
| 1988/1989     | SK Slavia Praga IPS    | 1. ČFL   | 29    | 4    |
| 1989/1990     | SK Slavia Praga IPS    | 1. ČFL   | 19    | 1    |
| 1990/1991     | TJ Bohemians ČKD Praga | 1. ČFL   | 26    | 8    |
| 1991/1992     | TJ Bohemians ČKD Praga | 1. ČFL   | 23    | 5    |
| 1993          | JEF United Chiba       | J.League | 14    | 1    |
| 1994          | JEF United Chiba       | J.League | 14    | 0    |
| 1996/1997     | FK Teplice             | 1. ČFL   | 7     | 0    |
| 1997/1998 (j) | FK Teplice             | 1. ČFL   | 2     | 0    |